# Asociación de corresponsales de la Casa Blanca
La Asociación de Corresponsales de la Casa Blanca, (WHCA  por sus siglas en inglés) es una organización que reúne a periodistas que realizan la cobertura mediática de la Casa Blanca y el presidente de los Estados Unidos. La WHCA fue fundada el 25 de febrero de 1914 por periodistas que normalmente asistían a las conferencias de prensa del ex-presidente Woodrow Wilson. El ex-presidente Woodrow Wilson había manifestado su desagrado ante la publicación en «ciertos periódicos vespertinos» de comentarios que él consideraba extraoficiales y había insinuado la posibilidad de cancelar las conferencias de prensa habituales.
La WHCA opera con independencia de la Casa Blanca. Entre los asuntos más notables que maneja se encuentran el proceso de acreditación, el acceso al presidente y las condiciones físicas en las salas de conferencias de prensa de la Casa Blanca. Su actividad más destacada es la Cena de Corresponsales de la Casa Blanca, a la que tradicionalmente asiste el presidente y que es ampliamente cubierta por los medios de comunicación.

## Líderes de la asociación, 2024-2025[6]
- Oficiales
  - Presidente: Eugene Daniels,[7] Político
  - Vice-Presidenta: Weijia Jiang,[8] CBS News
  - Secretaría: Sara Cook,[9] CBS News
  - Tesorero: Justin Sink,[10] Bloomberg

- Miembros de la Junta
  - Andrew Harnik,[11] Getty Images
  - Jacqui Heinrich,[12] Fox News
  - Trevor Hunnicutt,[13] Reuters
  - Courtney Subramanian,[14] BBC
  - Karen Travers,[15] ABC News

- Director Ejecutivo 
  - Steve Thomma[16]

## Mesa de presidentes de la asociación
| Año         | Nombre                     | Empleador                        |
| ----------- | -------------------------- | -------------------------------- |
| 1914 - 1920 | William Wallace Price      | The Washington Star              |
| 1921 - 1922 | Frank R. Lamb              | The Washington Star              |
| 1922 - 1923 | J. Russell Young           | The Washington Star              |
| 1923 - 1924 | E. Ross Bartley            | Associated Press                 |
| 1924 - 1925 | Isaac Gregg                | The Sun                          |
| 1925 - 1926 | George E. Durno            | International News Service       |
| 1926 - 1927 | John Edwin Nevin           | The Washington Post              |
| 1927 - 1928 | John T. Lambert            | Universal Service                |
| 1928 - 1929 | J. Russell Young           | The Washington Star              |
| 1929 - 1930 | Wilbur Forrest             | New York Herald Tribune          |
| 1930 - 1931 | Lewis Wood                 | The New York Times               |
| 1931 - 1933 | Paul R. Mallon             | syndicated columnist             |
| 1933 - 1934 | George E. Durno            | International News Service       |
| 1934 - 1935 | Francis M. Stephenson      | Associated Press                 |
| 1935 - 1936 | Albert J. Warner           | New York Herald Tribune          |
| 1936 - 1937 | Frederick J. Storm         | United Press Associations        |
| 1937 - 1938 | Walter J. Trohan           | Chicago Tribune                  |
| 1938 - 1940 | Earl Godwin                | The Washington Times             |
| 1940        | Felix Belair Jr.           | The New York Times               |
| 1940 - 1941 | Thomas F. Reynolds         | United Press Associations        |
| 1941 - 1942 | John C. O'Brien            | The Philadelphia Inquirer        |
| 1942        | John C. Henry              | The Washington Star              |
| 1942 - 1943 | Douglas B. Cornell         | Associated Press                 |
| 1943 - 1944 | Paul Wooten                | The Times-Picayune               |
| 1944 - 1945 | Merriman Smith             | United Press Associations        |
| 1946 - 1947 | Edward T. Folliard         | The Washington Post              |
| 1947 - 1948 | Felix Belair Jr.           | The New York Times               |
| 1948 - 1949 | Ernest B. ("Tony") Vaccaro | Associated Press                 |
| 1949 - 1950 | Robert G. Nixon            | International News Service       |
| 1950 - 1953 | Carlton Kent               | Chicago Sun-Times                |
| 1953 - 1954 | Robert J. Donovan          | New York Herald Tribune          |
| 1954 - 1955 | Anthony H. Leviero         | The New York Times               |
| 1955 - 1956 | Laurence H. Burd           | Chicago Tribune                  |
| 1956 - 1958 | Francis M. Stephenson      | Daily News                       |
| 1958 - 1959 | Marvin Arrowsmith          | Associated Press                 |
| 1959 - 1961 | Garnett D. Horner          | The Washington Star              |
| 1961 - 1962 | William H.Y. Knighton Jr.  | The Baltimore Sun                |
| 1962 - 1963 | Robert Roth                | Philadelphia Bulletin            |
| 1963 - 1964 | Merriman Smith             | United Press International       |
| 1964 - 1966 | Alan L. Otten              | The Wall Street Journal          |
| 1966 - 1967 | Robert E. Thompson         | Hearst Newspapers                |
| 1967 - 1968 | Frank Cormier              | Associated Press                 |
| 1968 - 1969 | Carroll Kilpatrick         | The Washington Post              |
| 1969 - 1970 | Charles W. Bailey II       | Minneapolis Tribune              |
| 1970 - 1971 | Peter Lisagor              | Chicago Daily News               |
| 1971 - 1972 | John P. Sutherland         | U.S. News & World Report         |
| 1972 - 1973 | Edgar A. Poe               | The Times-Picayune (New Orleans) |
| 1973 - 1974 | Ted Knap                   | Scripps Howard Newspapers        |

| Año         | Nombre                 | Empleador                     |
| ----------- | ---------------------- | ----------------------------- |
| 1974 - 1975 | James Deakin           | St. Louis Post-Dispatch       |
| 1975 - 1976 | Helen Thomas           | United Press International    |
| 1976 - 1977 | Lawrence M. O'Rourke   | Philadelphia Bulletin         |
| 1977 - 1978 | Paul F. Healy          | Daily News                    |
| 1978 - 1979 | Aldo Beckman           | Chicago Tribune               |
| 1979 - 1980 | Ralph Harris           | Reuters                       |
| 1980 - 1981 | Robert C. Pierpoint    | CBS News                      |
| 1981 - 1982 | Clifford Evans         | RKO General Broadcasting      |
| 1982 - 1983 | Thomas M. DeFrank      | Newsweek                      |
| 1983 - 1984 | James R. Gerstenzang   | Associated Press              |
| 1984 - 1985 | Sara Fritz             | Los Angeles Times             |
| 1985 - 1986 | Gary F. Schuster       | CBS News                      |
| 1986 - 1987 | Bill Plante            | CBS News                      |
| 1987 - 1988 | Norman D. Sandler      | United Press International    |
| 1988 - 1989 | Jeremiah O'Leary       | The Washington Times          |
| 1989 - 1990 | Johanna Neuman         | USA Today                     |
| 1990 - 1991 | Robert M. Ellison      | Sheridan Broadcasting         |
| 1991 - 1992 | Charles Bierbauer      | CNN                           |
| 1992 - 1993 | Karen Hosler           | The Baltimore Sun             |
| 1993 - 1994 | George E. Condon Jr.   | Copley News Service           |
| 1994 - 1995 | Kenneth T. Walsh       | U.S. News & World Report      |
| 1995 - 1996 | Carl P. Leubsdorf      | The Dallas Morning News       |
| 1996 - 1997 | Terence Hunt           | Associated Press              |
| 1997 - 1998 | Laurence McQuillan     | Reuters                       |
| 1998 - 1999 | Stewart Powell         | Hearst Newspapers             |
| 1999 - 2000 | Susan Page             | USA Today                     |
| 2000 - 2001 | Arlene Dillon          | CBS News                      |
| 2001 - 2002 | Steve Holland          | Reuters                       |
| 2002 - 2003 | Bob Deans              | Cox Newspapers                |
| 2003 - 2004 | Carl Cannon            | National Journal              |
| 2004 - 2005 | Ron Hutcheson          | Knight Ridder                 |
| 2005 - 2006 | Mark Smith             | Associated Press TV and Radio |
| 2006 - 2007 | Steve Scully           | C-SPAN                        |
| 2007 - 2008 | Ann Compton            | ABC News                      |
| 2008 - 2009 | Jennifer Loven         | Associated Press              |
| 2009 - 2010 | Edwin Chen             | Bloomberg                     |
| 2010 - 2011 | David Jackson          | USA Today                     |
| 2011 - 2012 | Caren Bohan            | Reuters                       |
| 2012 - 2013 | Ed Henry               | Fox News                      |
| 2013 - 2014 | Steven Thomma          | McClatchy                     |
| 2014 - 2015 | Christi Parsons        | Tribune Media                 |
| 2015 - 2016 | Carol Lee              | Wall Street Journal           |
| 2016 - 2017 | Jeff Mason             | Reuters                       |
| 2017 - 2018 | Margaret Talev         | Bloomberg                     |
| 2018 - 2019 | Olivier Knox           | Sirius XM                     |
| 2019 - 2020 | Jonathan Karl          | ABC News                      |
| 2020 - 2021 | Zeke Miller            | Associated Press              |
| 2021 - 2022 | Steven Portnoy (elect) | CBS News Radio                |

## Sala de prensa de la Casa Blanca
La WHCA es responsable de los asientos asignados en la Sala de conferencias de prensa de James S. Brady en la Casa Blanca.

## Cena de corresponsales de la Casa Blanca
La cena anual de la WHCA, que comenzó en 1921, se ha convertido en una tradición de Washington D. C., a la que tradicionalmente asisten el presidente y el vicepresidente. Quince presidentes han asistido en al menos a una de ellas, comenzando con Calvin Coolidge en 1924. Éstas se celebran habitualmente la noche del último sábado de abril en el Washington Hilton.
Hasta 1962, la cena estaba abierta solo para hombres, aunque la membresía de WHCA incluía mujeres. A instancias de Helen Thomas, el presidente John F. Kennedy se negó a asistir a la cena a menos que se retirara la prohibición de participación de las mujeres.
Antes de la Segunda Guerra Mundial, la cena anual incluía actividades como cantos entre platos, películas caseras y un espectáculo posterior con artistas de renombre. Desde 1983, el anfitrión destacado suele ser un comediante y la cena ha adoptado el formato de una crítica humorística hacia el presidente y su administración.
Muchas de estas cenas han sido canceladas o reducidas debido a muertes o crisis políticas. Por ejemplo, la cena de 1930 fue cancelada debido a la muerte del expresidente William Howard Taft; en 1942, tras la entrada de Estados Unidos en la Segunda Guerra Mundial; y en 1951, debido a que el presidente Harry S. Truman llamó la "incertidumbre de la situación mundial". En 1981, Ronald Reagan no asistió porque estaba recuperándose de un intento de asesinato el mes anterior, aunque llamó y bromeó sobre el tiroteo durante la cena.
Por último, el presidente Donald Trump no asistió a las cenas en 2017 y 2018, aunque insinuó en un tuit que podría asistir en 2019, dado que en esa ocasión no habría un comediante como orador destacado. Sin embargo, el 5 de abril de 2019, anunció  nuevamente que no asistiría, calificando la cena de "tan aburrida y tan negativa". En su lugar, organizó un mitin político esa noche en Wisconsin. El 22 de abril, Trump ordenó boicotear la cena, y el Secretario del Gabinete de la Casa Blanca,  Bill McGinley, que supervisa las agencias del gabinete del presidente, reunió a los jefes de gabinete para emitir una directiva que prohibía a los miembros de la administración asistir. Sin embargo, algunos miembros de la administración asistieron a las fiestas previas y posteriores a la cena.

### Críticas a la cena
La WHCD (White House Correspondents' Dinner) ha sido cada vez más criticada como un ejemplo de la cercanía entre el cuerpo de prensa de la Casa Blanca y la administración. La cena suele incluir una parodia, ya sea en vivo o grabada en vídeo, en la que el presidente de los Estados Unidos se burla de sí mismo para divertir a la prensa. A su vez, la prensa se burla de funcionarios de la administración, incluso de aquellos que son impopulares o no cooperan regularmente con los medios. El creciente escrutinio de bloggers ha contribuido a que el público ponga más atención a esta relación de amabilidad.
Después de la cena de 2007, el columnista del 'New York Times 'Frank Rich insinuó que el Times ya no participaría en las cenas. Rich escribió que el evento se había convertido en "una cristalización de los fracasos de la prensa en la era posterior al 11 de septiembre" porque "ilustra con qué facilidad una Casa Blanca impulsada por la propaganda puede incorporar a los medios de comunicación de Washington en sus programas".
Otras críticas se han centrado en la cantidad de dinero realmente recaudado para becas, que ha disminuido en los últimos años.
Las cenas han atraído cada vez más la atención del público, y la lista de invitados se ha vuelto "más Hollywood". La atención que se presta a los invitados y a los animadores a menudo eclipsa el propósito de la cena: "reconocer a los ganadores de los premios, presentar becas y brindar a la prensa y al presidente una noche de agradecimiento amistoso". Esto ha generado una atmósfera donde se percibe que el evento sirve solo para "ver y ser visto ". Estas dinámicas suelen desarrollarse en recepciones antes de la cena y en fiestas posteriores organizadas por varias organizaciones de medios, que a menudo son más exclusivas y atractivas que la propia cena.
Desde mediados de la década de 2000, las controversias públicas en torno a la cena han generado preocupaciones sobre la naturaleza del evento. Si bien el interés en el evento por parte de artistas, periodistas y figuras políticas fue alto durante la administración de Barack Obama, en el período de la administración Trump, el interés disminuyó gradualmente, especialmente entre las figuras de Hollywood, quienes preferían evitar ser captadas por las cámaras en momentos potencialmente virales o pasar tiempo con  funcionarios de la administración Trump.
El negocio relacionado con el evento de fin de semana también se desaceleró significativamente, afectando hoteles, restaurantes de alta gama, salones, servicios de catering y empresas de limusinas. Durante la administración Trump, algunas empresas de medios dejaron de organizar fiestas, mientras que otros de los aproximadamente 25 eventos celebrados durante los tres días ganaron más prominencia como signos de estatus social.
Para 2019, la cena y las fiestas asociadas habían recuperado en parte su naturaleza anterior como funciones de redes y medios, atrayendo a numerosos empleados de la industria mediática y figuras políticas de Washington.

### Galería

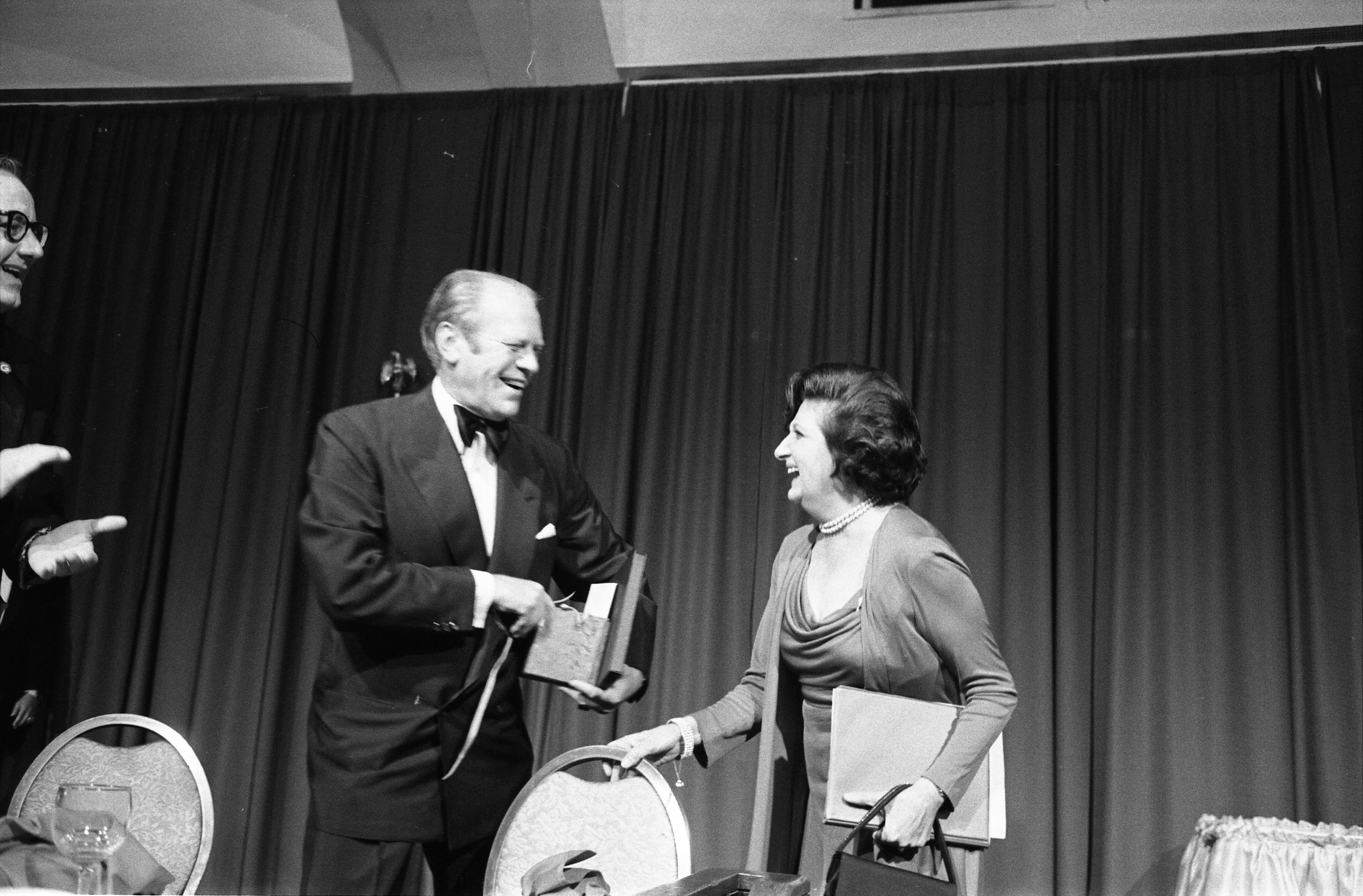
El presidente Gerald Ford (izquierda) con la corresponsal de la Casa Blanca Helen Thomas en la cena de 1975.
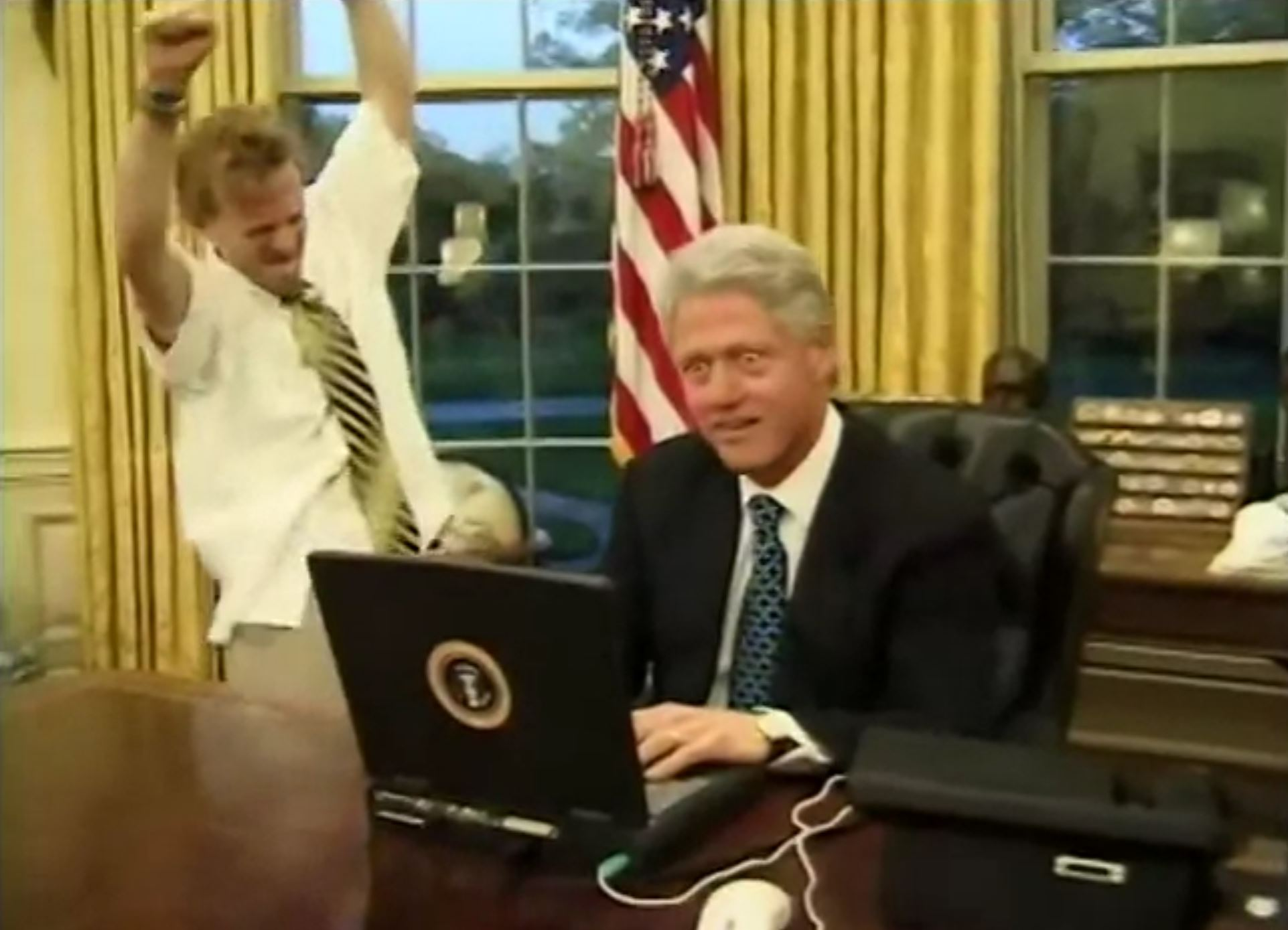
El presidente Bill Clinton (derecha) con el actor de televisión Mike Maronna (izquierda) celebrando un éxito de  compra en línea en un  cortometraje cómico grabado para la Cena del 2000.
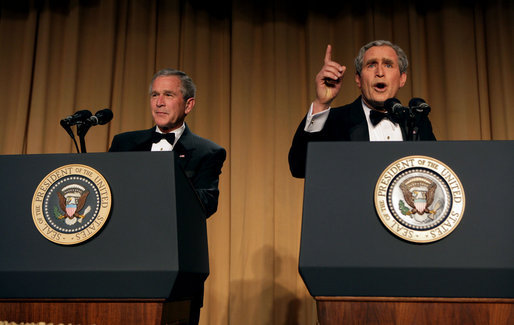
El presidente George W. Bush (izquierda) con el imitador de Bush Steve Bridges en el personaje (derecha) en la Cena de 2006.
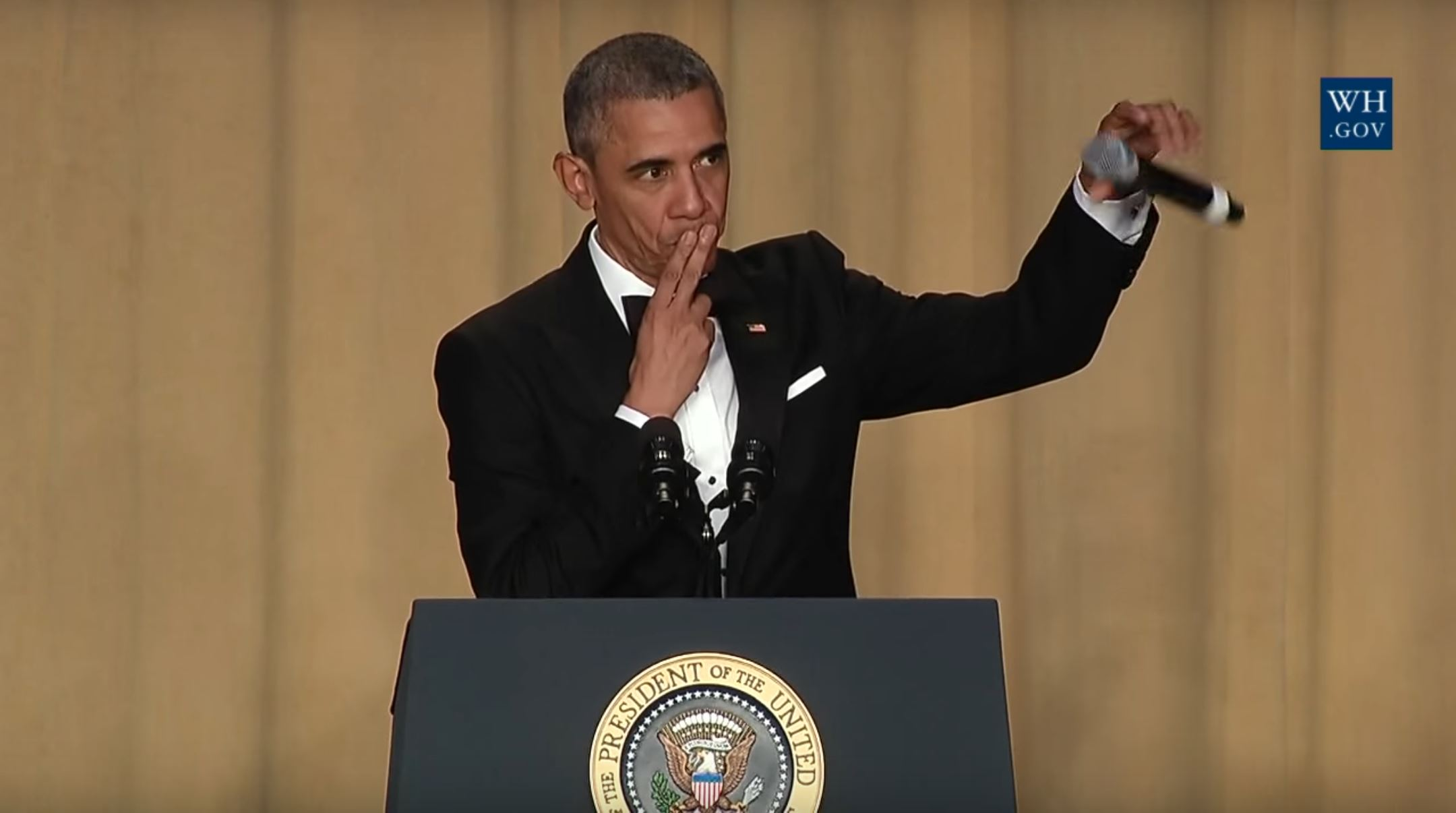
El presidente Barack Obama finalizando su discurso final en la Cena de Corresponsales con un mic drop en 2016.